# Morsains
Morsains är en kommun i departementet Marne i regionen Grand Est (tidigare regionen Champagne-Ardenne) i nordöstra Frankrike. Kommunen ligger i kantonen Montmirail som tillhör arrondissementet Épernay. År 2022 hade Morsains 149 invånare.

## Befolkningsutveckling
Antalet invånare i kommunen Morsains
| Referens: INSEE |